# 大眼平肩光魚
大眼平肩光魚，為管肩魚科的其中一種，為深海魚類，分布於東大西洋丹麥海峽、冰島南部、比斯開灣到南非海域，深度100-1000公尺，體長可達20公分，棲息在中層水域，生活習性不明。

## 扩展阅读
維基物種上的相關：大眼平肩光魚